# Милютинское сельское поселение
Милютинское сельское поселение — муниципальное образование в Милютинском районе Ростовской области. 
Административный центр поселения — станица Милютинская.

## Административное устройство
В состав Милютинского сельского поселения входят:
- станица Милютинская
- хутор Агропролетарский
- хутор Новокузнецов
- хутор Образцов
- хутор Старокузнецов
- хутор Терновой
- хутор Широкий Лог
- хутор Юдин

## Население
| 2010  | 2012  | 2013  | 2014  | 2015  | 2016  | 2017  |
| ----- | ----- | ----- | ----- | ----- | ----- | ----- |
| 5460  | ↘5332 | ↘5247 | ↘5164 | ↘5108 | ↘5020 | ↘4942 |
| 2018  | 2019  | 2020  | 2021  |       |       |       |
| ↘4874 | ↘4761 | ↘4633 | ↘4533 |       |       |       |